# Ralph Leonhardt
Pour les articles homonymes, voir Leonhardt.
Ralph Leonhardt (né le 14 octobre 1967) est un spécialiste allemand du combiné nordique.

## Palmarès

### Championnats du monde de ski nordique
| Épreuve / Édition | Lahti 1989 |
| Par équipes       | Bronze     |

### Coupe du monde de combiné nordique
- Meilleur classement final : 26e en 1989.
- Meilleur résultat: 5e (Oberwiesenthal (RDA), 29 décembre 1988).

### Coupe du monde B de combiné nordique
- Meilleur résultat : une deuxième place ( Schwarzach, 29 février 1992)